# الجمع بين رأيي الحكيمين
الجمع بين رأيي الحكيمين يحتل كتاب «الجمع بين رأيي الحكيمين، أفلاطون وأرسطوطاليس» مرتبة خاصة بين مؤلفات أبو نصر محمد الفارابي، لأنه يطلعنا على مدى استيعاب صاحبه للفلسفة اليونانية، ومقدار فهمه إياها، وموقفه منها، وأسباب ذلك.
لقد وضع أبو نصر محمد الفارابي هذا الكتاب قبل تأليف كتاب آراء أهل المدينة الفاضلة ومضاداتها و«السياسة المدنية»، واللذين كتبهما في المرحلة الأخيرة من حياته. ولكنه مهد له بكتاب سابق هو «تحصيل السعادة» والدليل على ذلك ما وردفي آخر كتاب «تحصيل السعادة» حيث يعلن عزمه الكلام على الفيلسوفين اليونانيين أفلاطون وأرسطو. وكأن هذا الكتاب الذي نقدم له الآن تتمة لكتاب «تحصيل السعادة»، أو كأن كتاب تحصيل السعادة ليس سوى مقدمة لكتاب «الجمع بين رأيي الحكيمين أفلاطون وأرسطو».
تناول في الكتاب السابق الطريق المؤدية إلى السعادة ضالة الإنسان المنشودة، وغايته الأخيرة، وخيره الأقصى، فوجدها في تحصيل العلوم المختلفة من طبيعيات ورياضيات وأخلاقيات ومنطق والهيات وسياسة مدنية. بيد أن هذه العلوم ليست سوى أجزاء من علم أم هو الفلسفة. والفلسفة هي العلم بالموجودات بما هي موجودة، وقد ظهرت، أول ما ظهرت، في بلاد الرافدين عند الكلدانيين ثم انتقلت إلى مصر، حتى انتهت إلى بلاد اليونان، لتبلغ أوج ازدهارها ونضجها. وأكبر الفلاسفة اليونانيين اثنان هما أفلاطون وأرسطو، ولذا دعت الضرورة إلى وضع كتاب يبين تقدمهما في هذا المضمار. هذا ملخص كتاب «تحصيل السعادة» الذي مهد به لكتاب «الجمع بين رأيي الحكيمين». ولذا نلقاه يبدأ كتابه هذا من حيث انتهى كتابه السابق. ويذكر الغرض من الكتاب وهو تبيان فضل هذين الحكيمين المقدمين المبرزين وعدم الاختلاف بين آرائهما في المنطق والأخلاق والسياسة المدنية والنفس وقدم العالم وحدوثه وإثبات وجود الله، وإسقاط دعوى من وجد اختلافاً بينهما من أهل زمانه.

## مقدمة
أما بعد، فإني لما رأيت أكثر أهل زماننا قد تحاضّوا وتنازعوا في حدوث العالم وقدمه، وأدعوا أن بين الحكيمينِ المقدَمينِ المبرزين اختلافا في إثبات المبدع الاوّل، وفي وجود الأسباب منه، وفي أمر النفس والعقل، وفي المجازات على الأفعال خيرها وشرّها، وفي كثير من الأمور المدنية والخلقية والمنطقية؛ أردت في مقالتي هذه، أن أشرع في الجمع بين رأييهما، والإبانة عمّا يدلّ عليه فحوى قوليهما، ليظهر الاتّفاق بين ما كانا يعتقدانه، ويزول الشك والارتياب عن قلوب الناظرين في كتبهما، وأبين مواضع الظنون ومداخل الشكوك في مقالاتهما، لأن ذلك من أهمّ ما يقصد بيانه، وأنفع ما يراد شرحه وإيضاحه.

## حدُّ الفَلسَفة، وإبْدَاعُ أفلاطونْ وأَرِسْطُو لها
إذ الفلسفة، حدُّها وماهيتها، إنها العلم بالموجودات بما هي موجودة. وكانَ هذان الحكيمان هما مبدعان للفلسفة، ومنشئان لأوائلها وأصولها، ومتممان لأواخرها وفروعها، وعليهما المعوّل في قليلها وكثيرها، وإليهما المرجع في يسيرها وخطيرها. وما يصدُر عنهما في كل فنّ إنما هو الأصل المعتمد عليه، لخلوّه من الشوائب والكدر، بذلك نطقت الألسن، وشهدت العقول؛ إن لم يكن من الكافّة فمن الأكثرين من ذوي الألباب الناصعةِ والعقول الصافية. ولمّا كان القول والاعتقاد إنما يكون صادقا متى كان للموجود المعبّر عنه مطابقا؛ ثم كان بين قول هذين الحكيمين، في كثير من أنواع الفلسفة خلاف، لم يخلُ الأمر فيه من إحدى ثلاث خلال: إمّا أن يكونَ هذا الحدّ المبين عن ماهية الفلسفة غير صحيح، وإما أن يكونَ رأيُ الجميعِ أو الأكثرين واعتقادهم في تفلسف هذين الرجلين سخيفاً ومدخولاً، وإما أن يكونَ في معرفةِ الظانّين فيهما بأنّ بينهما خلافا في هذه الأصولِ تقصير.
والحدّ الصحيح مطابق لصناعة الفلسفة؛ وذلك يتبين من استقراء جزئياتِ هذه الصناعة. وذلك أن موضوعات العلوم وموادّها لا تخلو من أن تكون: إما إلهيّةُ، وإما طبيعيةً، وإما منطقيةً، وإما رياضيةً، أو سياسيةَ. وصناعةُ الفلسفةِ هي المستنبطةُ لهذه، والمخرجةُ لها، حتى أنه لا يوجد شيء من موجوداتِ العالمِ اإاّ وللفلسفة فيه مُدخل، وعليه غَرض، ومنه علم بمقدارِ الطاقة الأُنسية (الإنسانية). وطريقُ القسمةِ يُصرحُ ويُوضحُ ما ذكرناه، وهو الذي يُؤْثرُ الحكيم أفلاطون. فإن المقسّم يروم أن لا يَشُذّ عنه شيء موجودٌ من الموجودات. ولو لم يسلكها أفلاطون لمّا كان الحكيم أرسطو يتصدّى لسلوكها.
غير أنه، لما وجد أفلاطون قد أحكمها وبيّنها وأتقنها وأوضحه، اهتمّ أرسطو باحتمال الكدّ وإعمال الجهد في إنشاء طريق القياس؛ وشرع في بيانه وتهذيبه، ليستعمل القياس والبرهان في جزء جزء مما توجبه القسمة، ليكون كالتابعِ والمتمّم والمساعد والناصح. ومن تدرَّب في علم المنطق، وأحكم علم الآداب الخلقية، ثم شرع في الطبيعيات والإلهيات، ودرس كتب هذين الحكيمين، يتبيّن له مصداق ما أقولُه، حيث يجدهما قد قصدا تدوين العلوم بموجودات العالم، واجتهدا في إيضاح أحوالها على ما هي عليه، من غير قصد منهما لاختراعٍ، وإغرابٍ، وإبداعٍ، وزخرفةٍ، وتشويقْ؛ بل لتوفية كل منهما قسطه ونصيبه، بحسب الوَسع والطاقة. وإذا كان ذلك كذلك، فالحد الذي قيل في الفلسفة، أنها العلم بالموجودات بما هي موجودة حد صحيح، يبين عن ذات المحدود ويدلّ على ماهيته.
فإما أن يكون رأي الجميع أو الاكثرين، واعتقادهم في هذين الحكيمين أنهما المنظوران والامامان المبرّزان في هذه الصناعة، سخيفاً مدخولاً؛ فذلك بعيد عن قبول العقل إيّاه وإذعانه له؛ إذ الموجود يشهد بضدّه. لأنا نعلم يقينا أنه ليس شيء من الحجج أقوى وأنفع وأحكم من شهاداتِ المعارفِ المختلفة بالشيء الواحد، واجتماع الآراء الكثيرة، إذ العقل، عند الجميع، حُجّة. ولا جلّ أن ذا العقل ربما يخيّل إليه الشيء بعد الشيء، على خلاف ما هو عليه، من جهة تشابه العلامات المستدلّ بها على حال الشيء، احتيج إلى اجتماع عقول كثيرة مختلفة. فمهما اجتمعت، فلا حجّة اقوى، ولا يقين أحكم من ذلك.
ثم لا يغرّنك وجود أناس كثيرة على آراء مدخولة؛ فإنّ الجماعة المقلّدين لرأي واحد، المدّعين لإمام يؤمّهم فيما اجتمعوا عليه، بمنزلة عقل واحد، والعقل الواحد ربما يخطئ في الشيء الواحد، حسب ما ذكرنا، لا سيما إذا لم يتدبّر الرأي الذي يعتقده مراراً، ولم ينظر فيه بعين التفتيش والمعاندة. وأنّ حسن الظنّ بالشيء أو الإهمال في البحث، قد يغطي، ويعمي، ويخيّل.
وأما العقول المختلفة، إذا اتفقت، بعد تأمّل منها، وتدرّب، وبحث، وتنقير ومعاندة، وتبكيت، وإثارة الأماكن المتقابلة، فلا شيء أصحّ مما اعتقدتهُ، وشَهدتُ به، واتفقتُ عليه. ونحن نجد الألسنة المختلفة متّفقة بتقديم هذين الحكيمين؛ وفي التفلسف بهما تضرب الأمثال؛ وإليهما يساق الاعتبار؛ وعندهما يتناهى الوصف بالحكم العميقة والعلوم اللطيفة، والاستنباطات العجيبة، والغوص في المعاني الدقيقة المؤدية في كل شيء إلى المحض والحقيقة.
وإذا كان هذا هكذا، فقد بقي أن يكون في معرفة الظانّين بهما أن بينهما خلافاً في الأصول، تقصير. وينبغي أن تعلم أن ما من ظن يخطأ، أو سبب يغلط، إلاّ وله داعٍ اليه، وباعثٌ عليه. ونحن نبين في هذه المواضع بعض الأسباب الداعية إلى الظنّ بأن بين الحكيمين خلافا في الأصول؛ ثم نتبع ذلك بالجمع بين رأييهما.

## عيبُ الاستقراء
أعلم ، أن مما هو متأكد في الطبائع ـ بحيث لا تقلع عنه (الطبائع) ولا يمكن خلوها عنه، والتبرؤ منه في العلوم والآراء والاعتقادات، وفي أسباب النواميس والشرائع، وكذلك في المعاشرات المدنية والمعائش ـ هو الحكم بالكلّ عند استقراء الجزئيات : أما في الطبيعيات، فمثل حكمنا بأن كل حجر يرسب في الماء، ولعلّ بعض الأحجار يطفو؛ وإن كل نبات محترق بالنار، ولعلّ بعضها لا يحترق بالنار ؛ وان جرم الكل متناه ، ولعلّه غير متناه. وفي الشرعيّات ، مثل أنّ كلّ من شوهِد فِعلُ الخير منه على أكثر الأحوال، فهو عدل ، صادق الشهادة في كثير من الأشياء، من غير أن يُشاهد جميع أحواله. [وفي المعاشرات ، مثل السكون والطمأنينة اللّتين حدّهما في أنفسنا محدود، إنما منه استدلالات من غير أن يشاهد في جميع أحواله]. ولما كان أمر هذه القضية على ما وصفناه من استحكامه واستيلائه على الطّبائع، ثم وجد أفلاطون وأرسطو، وبينهما في السير والأفعال وكثير من الأقوال خلافٌ ظاهرٌ، فكيف يضبط الوهم معهما بتوهّمٍ وتحكّمٍ بالخلاف الكلّي بينهما؛ مع سوقِ الوهم إلى القول والفعل جميعاً تابعَينِ للاعتقاد؛ ولا سِيّما حيثُ لا مَراءَ فيه ولا احتشام ، مع تمادي المدة؟